# Azazel: Book of Angels Volume 2
Pour les articles homonymes, voir Azazel (homonymie).

Azazel: Book of Angels Volume 2 est un album de John Zorn joué par le Masada String Trio (composé de Mark Feldman, Erik Friedlander et Greg Cohen), sorti en 2005 sur le label Tzadik. Les compositions sont de John Zorn, et c'est également lui qui dirige le groupe.

## Titres
| 1.    | Tufiel   | 6:22 |
| 2.    | Mibi     | 1:53 |
| 3.    | Tabaet   | 6:46 |
| 4.    | Symnay   | 5:23 |
| 5.    | Mastema  | 6:39 |
| 6.    | Bethor   | 5:25 |
| 7.    | Uriel    | 4:37 |
| 8.    | Gurid    | 1:52 |
| 9.    | Gazriel  | 4:04 |
| 10.   | Azazel   | 5:26 |
| 11.   | Rssasiel | 2:36 |
| 12.   | Garzanal | 5:22 |
| 13.   | Ahiel    | 3:47 |
| 60:12 |          |      |

## Personnel
- Mark Feldman: Violon
- Erik Friedlander: Violoncelle
- Greg Cohen: Basse